# 細雪 (1965年のテレビドラマ)
『細雪』（ささめゆき）は、1965年8月5日から同年10月28日まで日本テレビ系列の毎週木曜21:30 - 22:00（JST）に放送されたテレビドラマ。全13回。鐘淵紡績（現・クラシエ）の一社提供。
谷崎潤一郎の同名小説の3度目のドラマ化。

## 出演者
- 蒔岡鶴子：淡島千景
- 蒔岡幸子：草笛光子
- 蒔岡雪子：司葉子
- 蒔岡妙子：水野久美
- 太刀川寛
- 吉川雅志
- 吉田日出子

## スタッフ
- 原作：谷崎潤一郎
- 脚本：井手俊郎
- 演出:せんぼんよしこ
- 制作：NTV、東宝

## 参考資料
- テレビドラマデータベース